# Reise ins Ehebett
Reise ins Ehebett ist ein deutscher Musikfilm der DEFA von Joachim Hasler aus dem Jahr 1966. Es war der erste Film, in dem der Sänger Frank Schöbel als Schauspieler auftrat.

## Handlung
Der junge Bootsmann auf einem Schiff der Handelsmarine ist zwar gut bei der Arbeit, sorgt auf Landgängen mit Frauengeschichten jedoch stets für Ärger, zumal die gesamte Truppe seinem Beispiel folgt. Die Polizei ist Dauergast beim Kapitän und die Wirtsleute schreiben bereits bei den Schlägereien die zerbrochenen Gegenstände mit, um den Seeleuten vor dem Ablegen die Rechnung präsentieren zu können.
Das muss anders werden, entscheidet der Kapitän und engagiert die junge polnische Journalistin Eva, die den Bootsmann verführen und dann abblitzen lassen soll. In Wirklichkeit hofft der Kapitän jedoch, dass sich sein Bootsmann durch die schwierigere Eroberung der Frau in sie verliebt und schließlich in eine Ehe einwilligt. Um dies zu erreichen, soll sich Eva als Freundin des Kapitäns ausgeben. Der Bootsmann reagiert zwar gewünscht eifersüchtig, doch zeigt sich auf hoher See, dass sich an Bord ein blinder Passagier befindet: Die rothaarige Sängerin Mary Lou hatte sich an Land spontan in den Bootsmann verliebt, der ihr wie jeder Frau seinen Wohnungsschlüssel geschenkt hatte, und sich heimlich aufs Schiff begeben. Sie wird entdeckt und eröffnet wiederum Eva, was eigentlich geplant ist. Eva, Mary Lou und der Bootsmann verbringen ungeplant eine Nacht zu dritt in einer Schiffskajüte, doch eröffnet der Bootsmann dem Kapitän und dem Obermeier am nächsten Morgen, dass er keine von beiden Frauen heiraten wolle.
Die Dinge verkomplizieren sich. Der Bootsjunge Moses verliebt sich in Eva und der Kapitän entwickelt Gefühle für Mary Lou. Erst beim Landgang in Leningrad kommen sich Eva und der Bootsmann näher. Zurück daheim erwartet die Polizei das Schiff und nimmt den blinden Passagier Mary Lou fest. Der Kapitän holt sie am Gericht ab – das Urteil steht noch nicht fest – und gesteht ihr seine Liebe bei einer Bootstour. Ihre geplanten Auftritte als Sängerin werden nun abgesagt.
Der Bootsmann wiederum folgt Eva, die gerade ihren Bus nach Hause verpasst hat, und nimmt sie mit auf seine Wohnung. Als er sie ins Schlafzimmer trägt, liegt dort bereits eine andere Freundin des Bootsmannes im Bett. Der Bootsmann und Eva rennen aus der Wohnung und stellen fest, dass sie sich eine neue Unterkunft suchen müssen.
Ein Kuriosum ist übrigens der zur Schiffsbesatzung gehörende (und wie die Matrosen gekleidete) neugierige Schimpanse, eine Reminiszenz an die auch in der DDR beliebte sowjetische Filmkomödie  Rette sich, wer kann! (1961).

## Produktion
Die Außenaufnahmen des Films entstanden in Rostock und Warnemünde sowie in Leningrad. Verantwortlich für Bauten und Kulissen war Filmarchitekt Alfred Tolle. Nach einer Voraufführung Ende März 1966 in Ilmenau feierte Reise ins Ehebett am 7. April 1966 seine Premiere im Berliner Kino Kosmos. Da im Filmjahr 1966 in der DDR nahezu die gesamte einheimische Filmproduktion des Jahres verboten wurde, avancierte Reise ins Ehebett neben Die Söhne der großen Bärin zu einem der erfolgreichsten Filmes des Jahres in der DDR. Nicht zuletzt war ein Grund der erstmalige Filmauftritt von Frank Schöbel, der zu diesem Zeitpunkt bereits erste Erfolge als Sänger hatte.
Der Film enthält mehrere Tanzeinlagen (u. a. den Modetanz Letkiss) und zahlreiche Schlager, die von Gerd Natschinski komponiert wurden. Die Liedtexte stammen von Jürgen Degenhardt. Die Titel wurden von Frank Schöbel, dem Franke Echo Quintett, Robby Lind, Eva-Maria Hagen, Anna Prucnal, den Kolibris und dem Columbia-Quartett gesungen. Unter anderem waren enthalten:
- Frank Schöbel: Baby du bist o.k. (Gerd Natschinski/Jürgen Degenhardt)
- Frank Schöbel: Schau lieber weg (Gerd Natschinski/Jürgen Degenhardt)
- Eva-Maria Hagen: Liebe ist kein Kinderspiel (Gerd Natschinski/Jürgen Degenhardt)
- Anna Prucnal: Letkiss-Boy (Gerd Natschinski/Jürgen Degenhardt)
- Eva-Maria Hagen und Anna Prucnal: Nichts geht über´s Schlafengehn (Gerd Natschinski/Jürgen Degenhardt)

## Kritik
Die zeitgenössische Kritik stellte fest, dass Die Reise ins Ehebett nur „auf leicht bewegter See statt[findet]. Und dennoch, wie es der Augen- und Ohrenschein beim Kinobesuch beweist, tut dies der allgemeinen Freude keinen Abbruch. […] Die Filmemacher bemühten sich um eine nahtlose Verbindung von Realhandlung, Musiknummern und Tanzszenen; wie überhaupt eine choreografische Szenenführung für weite Passagen des Films charakteristisch ist. Hier sind Einflüsse des Musicals unverkennbar.“
Renate Holland-Moritz befand, dass nur Werner Lierck dem Film humoristische Momente abgewinne: „Auf den restlichen Filmmetern behelfen sich [die Autoren] mit Kalauern und Frivolitäten, die allesamt so altbacken wie kleinbürgerlich sind.“
Der Filmdienst nannte Reise ins Ehebett eine „dramaturgisch schwache Musikkomödie mit dem DDR-Schlagerstar Frank Schöbel in seiner ersten Filmrolle.“